# Kalikka
Kalikka är en ö i Finland. Den ligger i sjön Ule träsk och i kommunen Vaala i den ekonomiska regionen  Oulunkaari  och landskapet Norra Österbotten, i den centrala delen av landet, 500 km norr om huvudstaden Helsingfors. Öns area är 0,3 hektar och dess största längd är 100 meter i nord-sydlig riktning.